# Бишково
Бишково — деревня в Красноуфимском округе Свердловской области. Управляется Рахмангуловским сельским советом.

## География
Населённый пункт расположен на левом берегу реки Уфа в 21 километре на востоко-юго-восток от административного центра округа — города Красноуфимск.

### Часовой пояс
Бишково как и вся Свердловская область, находится в часовой зоне МСК+2. Смещение применяемого времени относительно UTC составляет +5:00.

## История
В 1859 году в деревне проживало 91 башкир.

## Население
| 2002 | 2010 | 2021 |
| ---- | ---- | ---- |
| 125  | ↘98  | ↗106 |

Согласно итогам переписи 2010 года в селе проживают татары (99.2%), башкиры (0.8%).

## Инфраструктура
Деревня разделена на 4 улицы (Г. Тукая, Гагарина, Куйбышева, Ленина).